# Cataldo Nitti
Cataldo Nitti (Taranto, 13 maggio 1808 – Taranto, 31 gennaio 1898) è stato un avvocato e politico italiano.

## Biografia
Cataldo Nitti figlio di Francesco Paolo Nitti e Raffaella Miani di Ginosa. 
Compì i suoi studi nel Seminario arcivescovile di Taranto poi nel 1828 si spostò a Napoli dove si laureò in giurisprudenza nel 1833. In seguito intraprese la carriera politica; nel 1848 è membro del Comitato Nazionale di Napoli presieduto dal marchese Luigi Dragonetti e firmatario del suo programma di riforme amministrative e politiche, nonché consigliere distrettuale di Taranto e Intendente di Basilicata nel 1860.
Con la nascita del Regno d'Italia assunse le cariche di governatore della provincia di Bari per due mesi nel 1861, presidente del Consiglio provinciale di Terra d'Otranto nel 1861 e consigliere nel 1867-68. Nel regio decreto del 24 maggio 1863 fu nominato dal re Vittorio Emanuele II Senatore del Regno per la categoria 21, ma la nomina non fu convalidata dal Senato.
Nel 1865, la necessità della nazione appena unificata di nuove basi navali e di arsenali militari, incoraggiò il senatore Nitti nel proporre Taranto come sede idonea agli scopi difensivi.
Nitti si impegnò nel formulare un programma di sviluppo economico e sociale di Taranto, e di rilancio economico generale dell'Italia nei difficili anni post-unitari.
Patrocinò presso le autorità governative centrali l'investimento di capitali statali per l'ampliamento e l'ammodernamento del porto di Taranto con funzioni commerciali, in aumento, dopo l'apertura del canale di Suez. Nitti si batté per estendere la coltura di cotone di tipo intensivo nel distretto di Taranto.
Alla fine del 1870 fu nominato nuovamente Senatore del Regno e dopo aver dimostrato di possedere i requisiti di censo richiesti per la copertura di tale carica la nomina fu convalidata e poté prestare giuramento. Alla fine degli anni sessanta fu socio onorario della Società operaia tarantina, società di mutuo soccorso per operai e pescatori, da lui stesso promossa.
Fu tra i firmatari dello statuto della Cassa d'industria e commercio di Taranto, il primo istituto di credito della città jonica.
Morì all'età di 89 anni nella sua casa in via Anfiteatro nel Borgo nuovo di Taranto, sua città natale.

## Opere
I manoscritti (spesso accompagnati da copie a stampa) di opuscoli e discorsi, editi ed inediti, i proclami ed i manifesti relativi alla sua attività pubblica, i suoi componimenti letterari e poetici, la corrispondenza epistolare con familiari, amministratori locali, esponenti del mondo politico e culturale italiano di Cataldo Nitti sono conservati nel fondo Nitti. Dal 1999 sono depositato presso la Biblioteca Civica di Taranto.